# Джонс, Валентин Николаевич
Валентин Николаевич Джонс (1865—1931) — русский и советский ученый, профессор.

## Биография
Родился 28 мая (9 июня по новому стилю) 1865 года в родовом поместье на станции Ясенки Тульской губернии (по другим данным — в городе Старый Оскол Курской губернии).
В 1889 году окончил химическое отделение Санкт-Петербургского технологического института со званием инженера-технолога. С августа 1890 года работал лаборантом на кафедре технологии органических веществ Харьковского технологического института (ныне Харьковский политехнический институт). С марта 1893 года был штатным преподавателем черчения в этом же институте.
В 1894 и 1898 годах Джонс участвовал в работе съездов русских естествоиспытателей и врачей в Москве и Киеве. В 1900 году посетил Всемирную выставку в Париже, где знакомился с достижениями в области химической технологии органических веществ.
В 1900 году Валентин Джонс получил приглашение профессора Е. Л. Зубашева для работы во вновь открывавшемся Томском технологическом институте (ныне Томский политехнический университет; Зубашев был первым руководителем Томского технологического института). 1 августа 1900 года Джонс был назначен штатным преподавателем по начертательной геометрии и черчению. В январе 1902 года он был командирован на полтора года за границу для подготовки к профессорской деятельности и занятия кафедры. Во время командировки работал в химических лабораториях профессоров Шторха в Копенгагене, Оствальда в Лейпциге, Бунга в Карлсруэ, Ульцера в Вене. Результаты своей командировки были доложены на заседании Физико-химического общества Харьковского университета, а затем в ТТИ и в статье «Испытательные станции кожевенного производства в Западной Европе».
С 1 августа 1903 года Джонс исполнял должность экстраординарного профессора по кафедре химической технологии органических веществ ТТИ, в 1903—1910 годах был деканом химического отделения ТТИ. Несколько лет был председателем, членом испытательных комиссий химического и других отделений, членом хозяйственного комитета института. В 1907 и 1911 годах участвовал в работе Менделеевских съездов, преподавал начертательную геометрию на Высших сибирских женских курсах и геометрию на вечерних общеобразовательных курсах.
Кроме преподавательской, занимался общественной деятельностью — был членом Томского губернского кустарного комитета, членом Общества вспомоществования учащимся города Томска. В 1911 году входил в состав экспертной комиссии Первой сельскохозяйственной и промышленной выставки в Омске.
В начале 1914 года Валентин Николаевич  в связи с тяжелым заболеванием лёгких подал прошение об отставке и был уволен со службы 30 апреля 1914 года в чине коллежского советника. Уехал жить на юг России, в начале 1920-х годов работал в Краснодаре в Кубанском политехническом институте (ныне Кубанский государственный технологический университет), где преподавал химию, химическую технологию, технологию жиров, начертательную геометрию Был деканом одного из факультетов..
Умер в 1931 году.
Имел награды Российской империи: ордена Св. Станислава 3-й (1898) и 2-й  (1909) степеней, Св. Анны 3-й степени (1904); медали «В память царствования Императора Александра III», «В память 300-летия царствования Дома Романовых».
Интересно, что В. Н. Джонс более двадцати лет был знаком с великим русским писателем Львом Николаевичем Толстым, часто бывал в его доме, когда посещал свое поместье Ясенки, располагавшееся поблизости от Ясной Поляны.

## Семья
Прадед учёного — уроженец Англии Джон Джонс — приехал в Тулу в 1817 году в возрасте 50 лет. Работал на Оружейном заводе, имел чин надворного советника, был кавалером орденов Святой Анны, Святого Владимира и других наград. Умер в 1835 году.
- Один из его сыновей — Карл (дед Валентина), получил в наследство сельцо Бабурино в Крапивенском уезде, в нескольких верстах от имения Толстых. Также он имел собственный дом в Туле. Был награждён орденами Святого Станислава, Святой Анны и Святого Владимира. Дважды был женат: первая жена Наталья Никифоровна Щеглова, умерла в начале 1830-х годов; в 1836 году Карл Иванович Джонс обвенчался с дворянкой Елизаветой Александровной фон Вахтен в храме Харитона в Москве. Умер в 1841 году.
  - В числе его детей был Николай, родившийся в 1838 году в Туле. В 1860-е годы в чине подпоручика он служил в Финляндском линейном 4-м батальоне. Был повенчан с Антониной Алексеевной в Петропавловской церкви Выборга. Затем судьба привела его в город Старый Оскол Курской губернии. Детей у него было четверо: сыновья Валентин и Александр, дочери Евгения и Елена.
    - Валентин Николаевич Джонс был женат с 1891 года на дочери священника Ковалевского Анне Михайловне (женились в Харькове). У них были два сына: Евгений (род. 1892) и Александр (род. 1903).

## Избранная библиография
- «Железные дороги» (Харьков, 1892);
- «О методах исследования коровьего масла» (1893);
- «Об исследованиях деревянного масла» (1898);
- «О составе масел и семян белой и желтой акации, белого и красного клевера» (1899);
- «О сафлоровом масле» (1900);
- «Начертательная геометрия» (Томск, 1901).